# ویلسون پرومونتوری
ویلسون پرومونتوری (به انگلیسی: Wilsons Promontory) یک منطقهٔ مسکونی در استرالیا است که در ویکتوریا (استرالیا) واقع شده‌است.

## نگارخانه

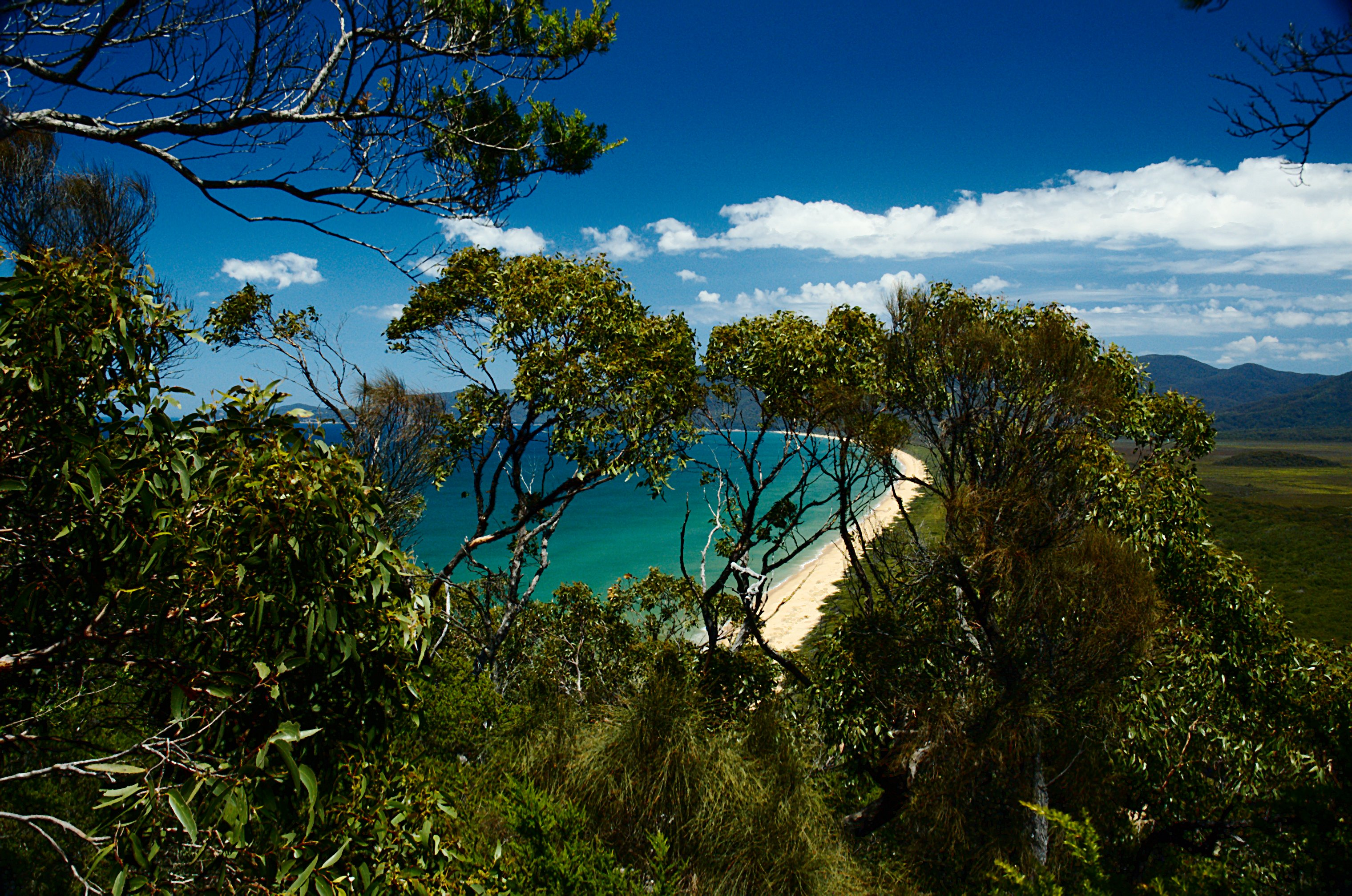
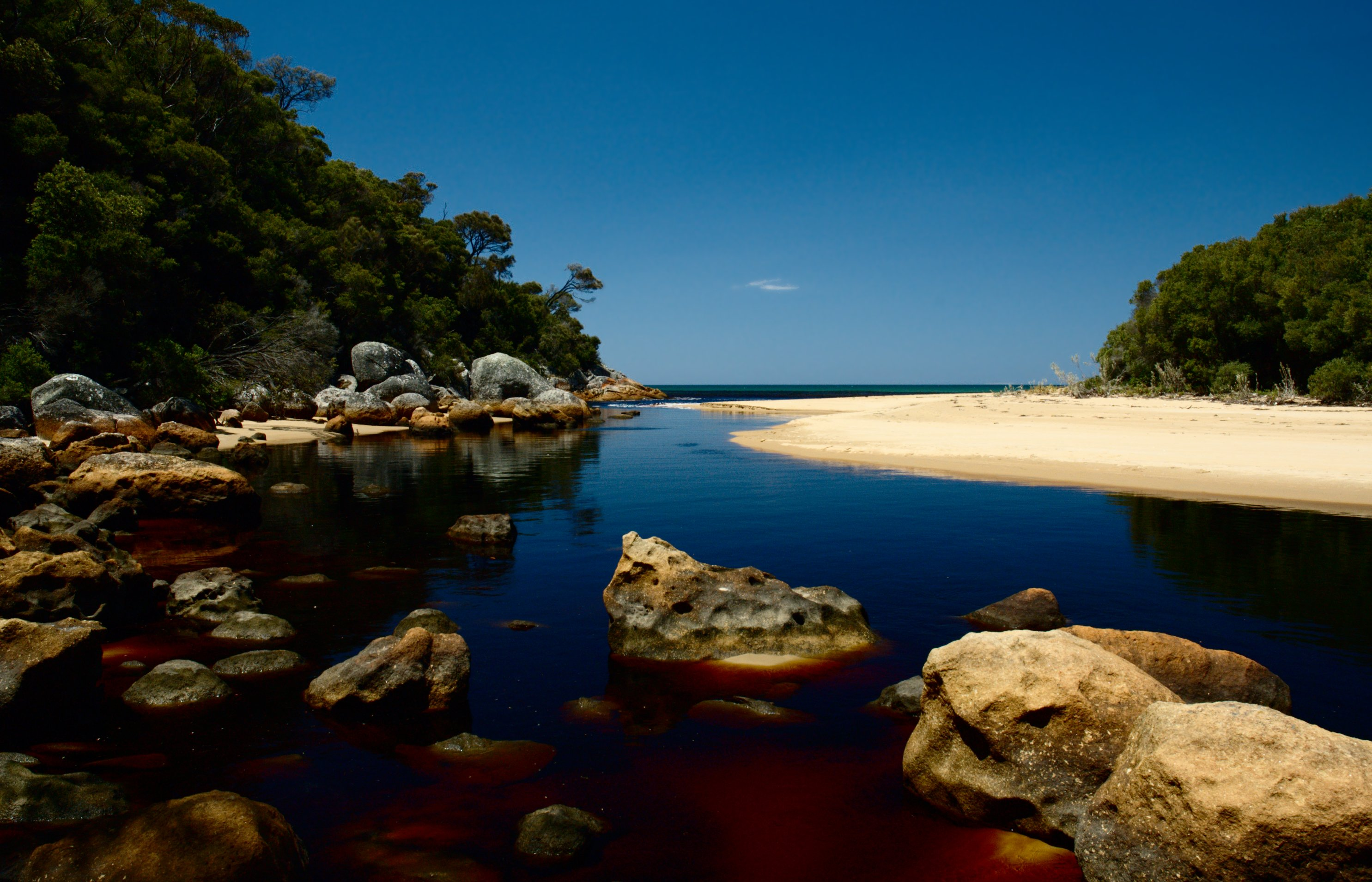
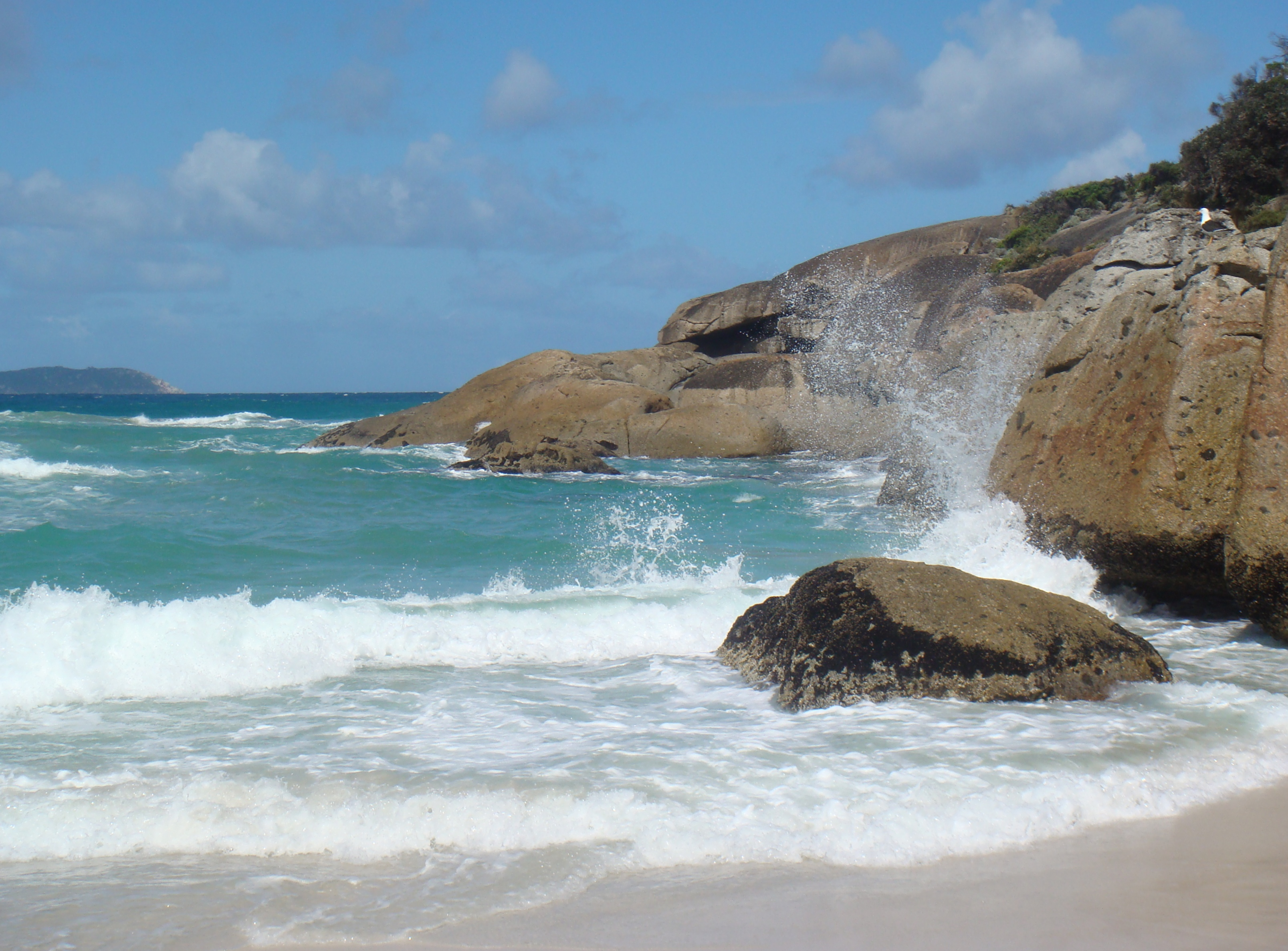
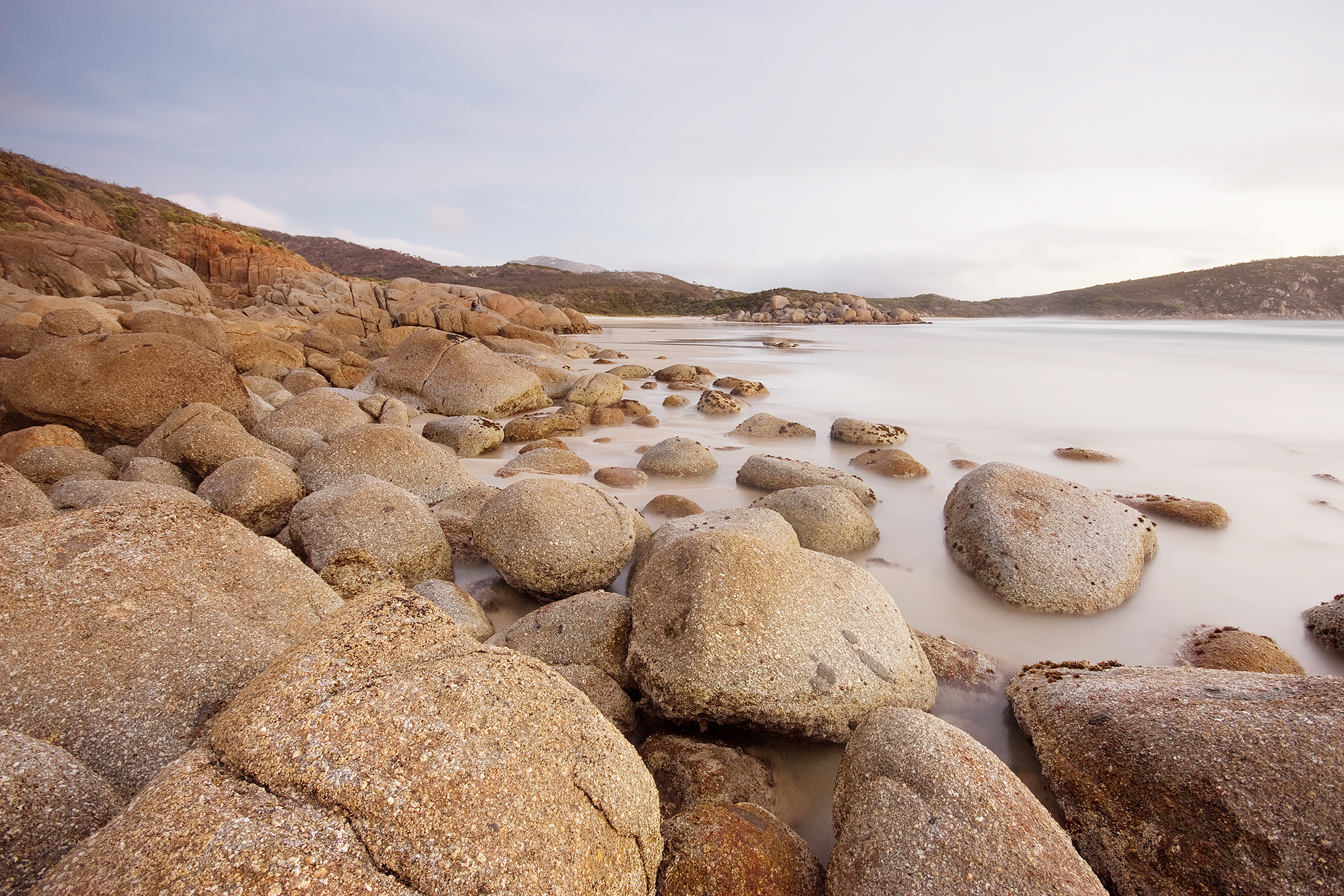
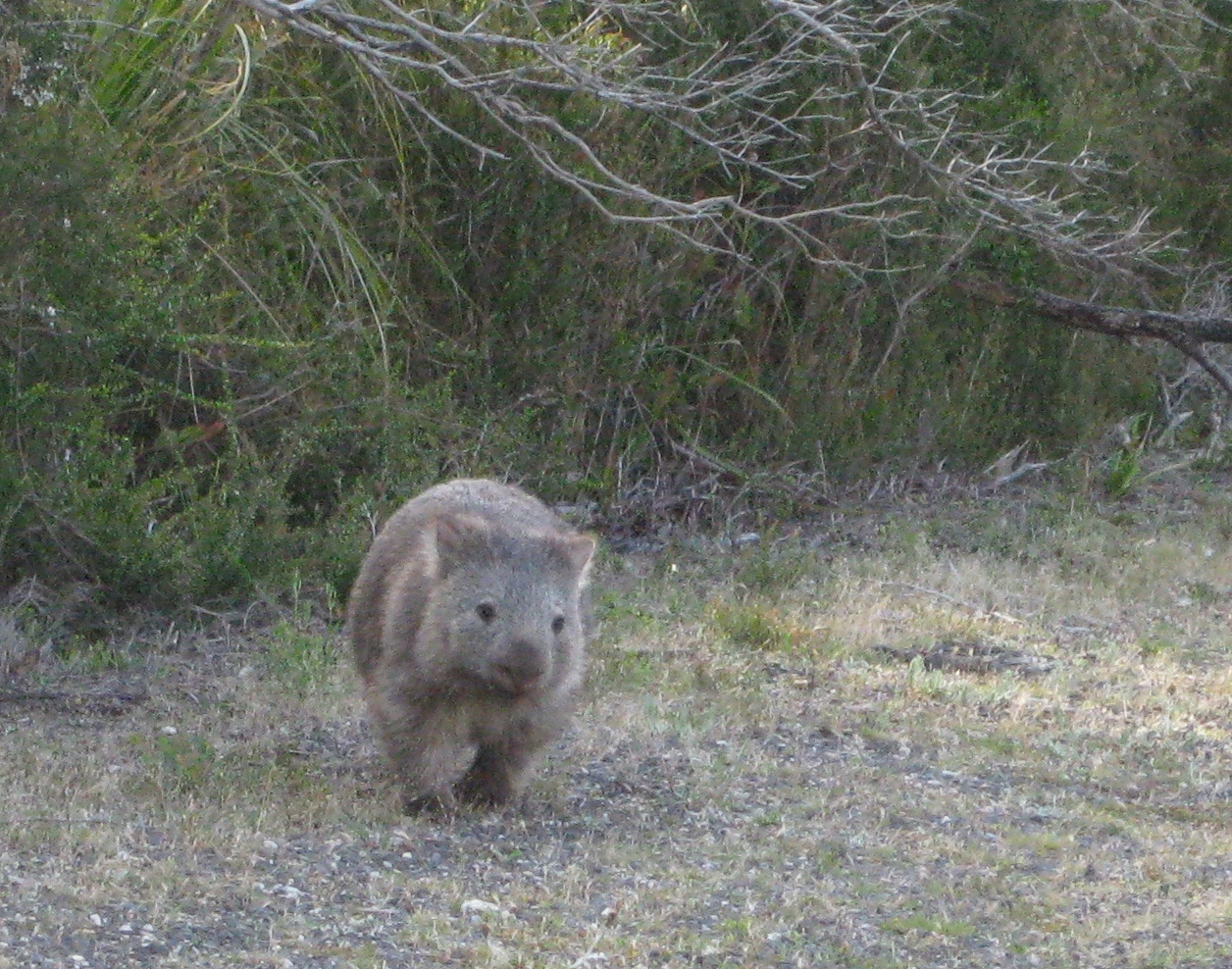